# O-トレイン

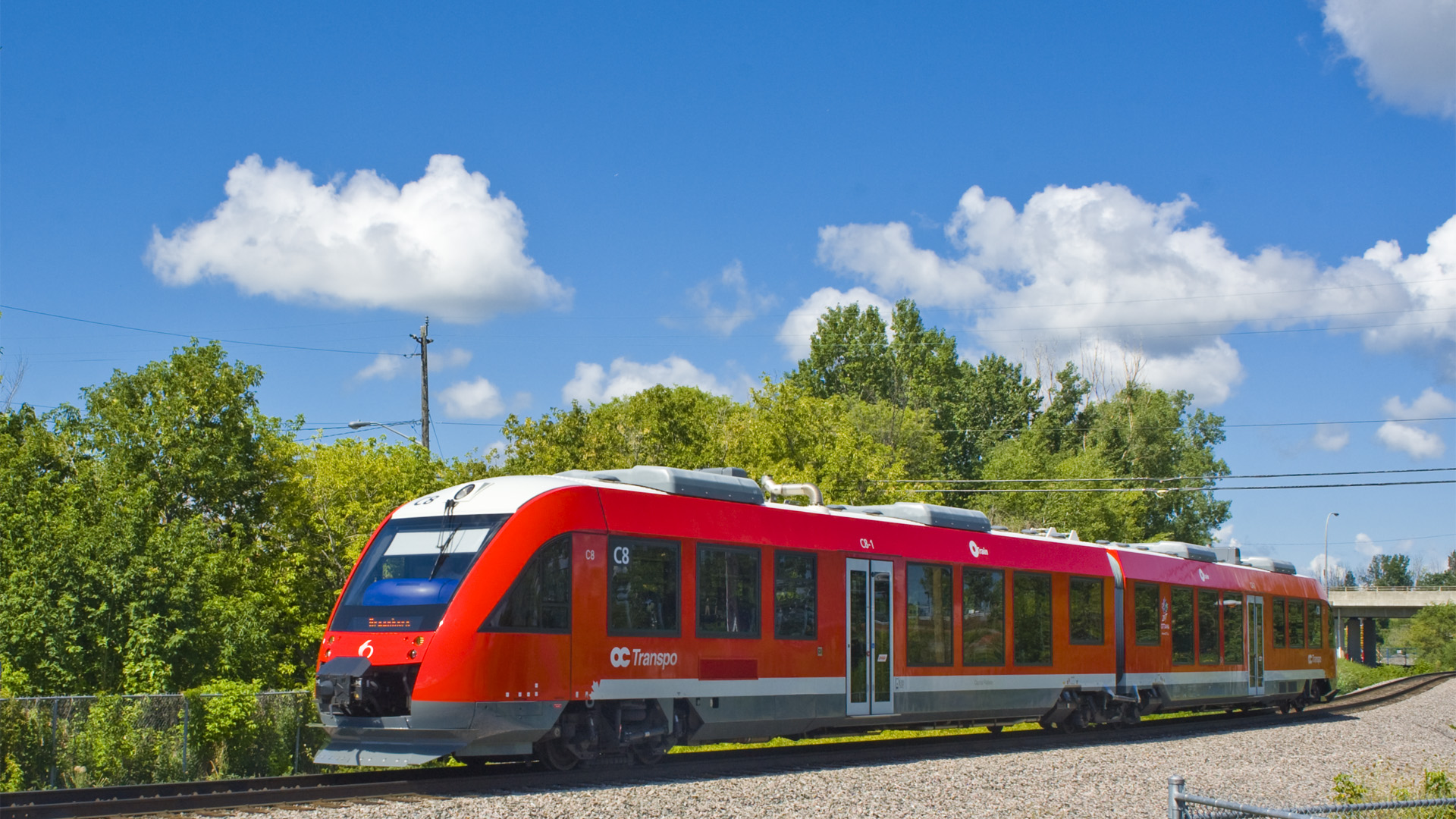
アルストム製の車両

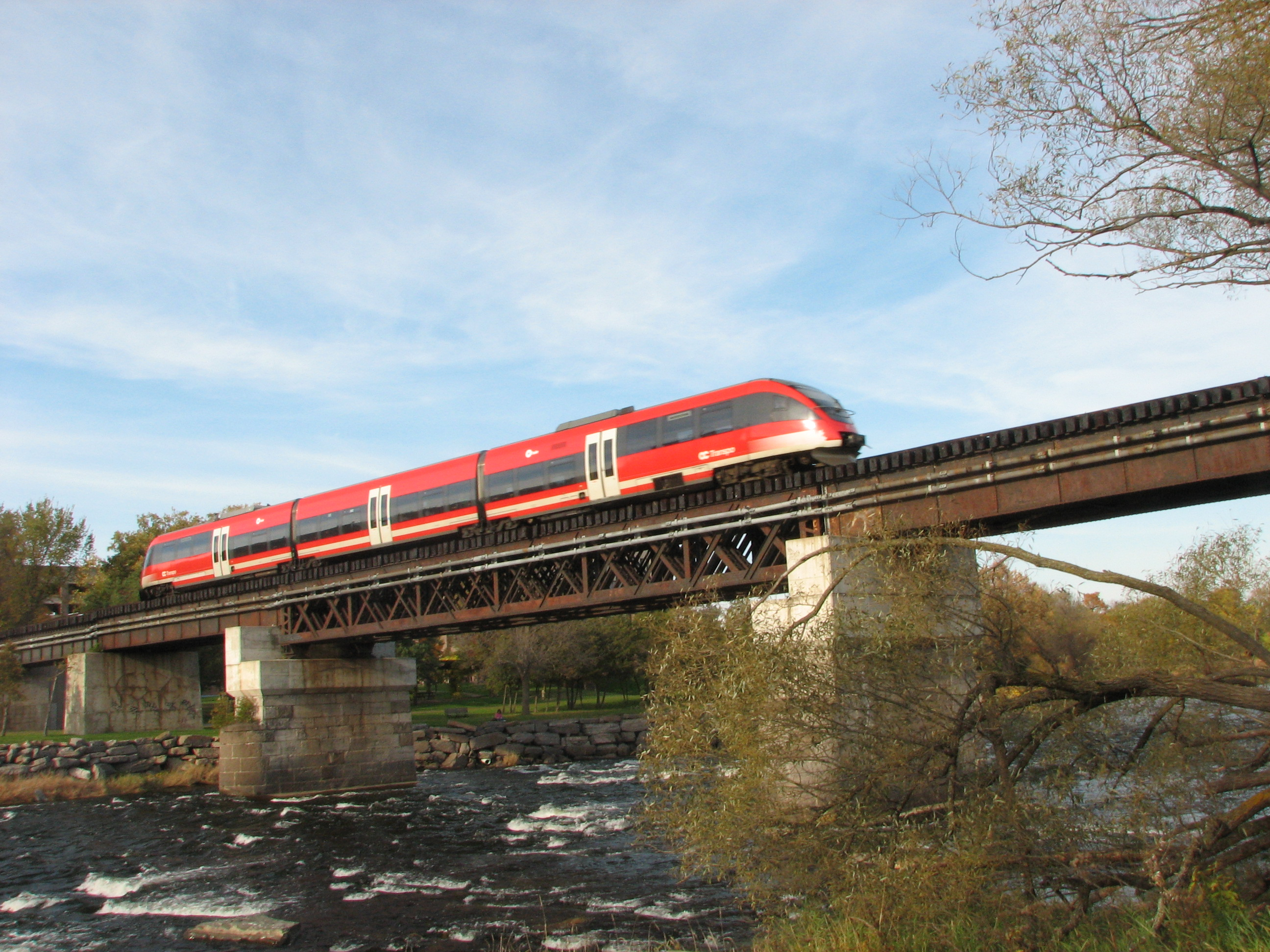
リドー川を渡るO-トレインボンバルディア製車両

O-トレイン（O-Train）は、カナダの首都オタワ市内を走る鉄道である。トリリウム線(Trillium Line/Ligne Trillium)とコンフェデレーション線(Confederation Line/Ligne de la Confédération)の2路線がオタワ・カールトン地域交通公社(OC Transpo)によって運営されている。コンフェデレーション線二期区間が建設中となっている。

## 概要
2001年10月15日にO-トレインとして現在のトリリウム線区間が開業した。この路線はオタワ中心部よりやや西のほとんど使われていなかったカナディアン・パシフィック・レイルウェイの貨物線の一部を改良し駅が設置された路線で、途中、リドー川、リドー運河を渡り全長8kmを12分で結んでいた。沿線にはカールトン大学などがある。コンフェデレーション線の建設計画に合わせて、2014年にはこの路線はトリリウム線という名称が導入された。 
2番目の路線となるコンフェデレーション線は2019年9月14日に完成した。この路線は超低床車両が運行され、中心部の一部区間は地下鉄となる等、全線が新規に建設されたオタワ初の本格的なライトレール路線である。
2024年1月6日にはトリリウム線の延伸区間とトリリウム線から分岐する空港線が開通しオタワ・マクドナルド・カルティエ国際空港まで運行開始。
2026年にはコンフェデレーション線の二期区間が開通予定。
その他、ケベック州ガティノー方面までの延伸計画もある。

## 路線
| 路線番号 | 路線名                 | 種類             | 開業年 | 距離    | 駅数 | 区間                     | 運行方式   | 線路 |
| -------- | ---------------------- | ---------------- | ------ | ------- | ---- | ------------------------ | ---------- | ---- |
| 1        | コンフェデレーション線 | ライトレール鉄道 | 2019年 | 12.5 km | 13   | Blair ↔ Tunney's Pasture | 電車       | 複線 |
| 2        | トリリウム線           | 都市鉄道         | 2001年 | 20.0 km | 16   | Bayview ↔ Limebank       | ディーゼル | 単線 |
| 2        | 空港線                 | 都市鉄道         | 2025年 | 4.0 km  | 3    | South Keys ↔ Airport     | ディーゼル | 単線 |

### コンフェデレーション線
2019年9月14日に開通したライトレール路線。中心部は地下トンネル区間となっている。ラインカラーは赤。2番目に完成した路線だが1号線となっている。2026年に二期区間が開業予定。

### トリリウム線
2001年に完成した貨物路線の路盤を改良した全線単線非電化の専用軌道であり、ライトレールというよりは都市内鉄道としての特徴を持つ。ラインカラーは黄緑。最初に完成したが2号線となっている。営業時間外には貨物列車が運行されている。
交換可能駅は中間駅のカールトン駅のみ。起終点のベイビュー駅、および、グリーンボロ駅では、オタワのバスシステムであるオタワ・トランジットウェイと接続している。全駅全車バリアフリーで、自転車の持ち込みも可能である。2014年にそれまでの単にO-Trainからトリリウム線(Trillium Line)の称号が付けられるようになった。
乗客は、乗車前にあらかじめ有効なチケットを用意する必要がある。チケットは各駅に設置されている自動券売機でも購入が可能である。
2013年4月から最大18週間にかけて大規模な拡張工事が行われ、その間列車の運行をすべて停止し、駅の拡張や交換設備の新設などが行われた。新車両も導入され、運転間隔は15分間隔から12分間隔に変更された。
2019年に延伸区間の建設が開始され、2025年1月6日にグリーンボロ駅からライムバンク駅までまでの区間が開通。ライムバンク駅までの本線の2号線と空港駅までの空港線の4号線に分かれる。4号線と2号線との直通運転は行われていない。
| 駅                               | 営業キロ | 接続路線、施設                                                | 開業年 |
| -------------------------------- | -------- | ------------------------------------------------------------- | ------ |
| ベイビュー駅(Bayview)            | 0.0      | コンフェデレーション線ベイビュー駅 オタワ・トランジットウェイ | 2001年 |
| コルソ・イタリア駅(Corso Italia) |          |                                                               | 2025年 |
| ダウズレーク駅(Dow's Lake)       |          |                                                               | 2001年 |
| カールトン駅(Carleton)           |          | カールトン大学、リドー運河                                    | 2001年 |
| ムーニーズ・ベイ駅(Mooney's Bay) |          |                                                               | 2001年 |
| ウォークリー駅(Walkley)          |          |                                                               | 2024年 |
| グリーンボロ駅(Greenboro)        | 8.0      | オタワ・トランジットウェイ                                    | 2001年 |
| サウス・キーズ駅(South Keys)     |          | 空港線                                                        | 2025年 |
| リートリム駅(Leitrim)            |          |                                                               | 2025年 |
| ボウズビル駅(Bowesville)         |          |                                                               | 2025年 |
| ライムバンク駅(Limebank)         |          |                                                               | 2025年 |

### 空港線
2019年にオタワ国際空港までの区間の建設が開始され、4号線の名称となる。トリリウム線のとサウス・キーズ駅からオタワ国際空港駅までの路線を結ぶ。2024年に完成予定。
| 駅                           | 営業キロ | 接続路線、施設                           | 開業年 |
| ---------------------------- | -------- | ---------------------------------------- | ------ |
| サウス・キーズ駅(South Keys) | 0.0      | トリリウム線                             | 2025年 |
| アップランズ駅(Uplands)      |          |                                          | 2025年 |
| 空港駅(Airport)              | 4.0      | オタワ・マクドナルド・カルティエ国際空港 | 2025年 |

## 車両
- ボンバルディア製タレントBR643気動車・・・2001年～2015年
- アルストム製コラディアLINT 41・・・2015年～
- アルストム製シタディスCitadis Spirit・・・2019年～
- シュタッドラー・レール製FLIRT (鉄道車両)・・・2022年～

## ギャラリー

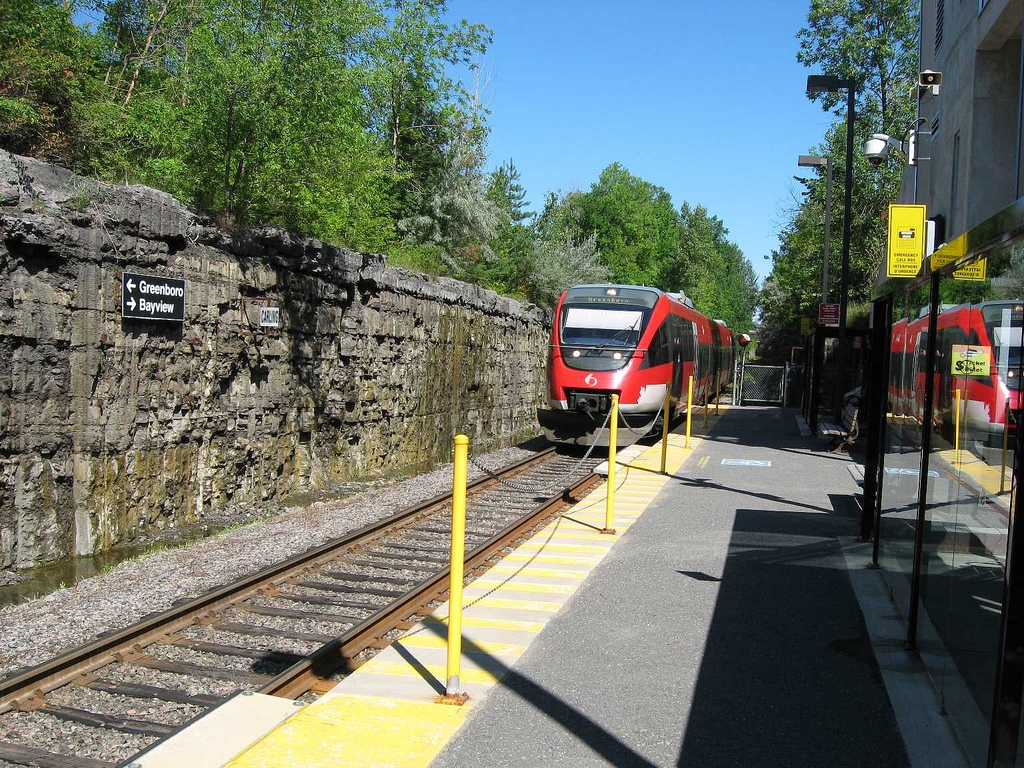
カーリング駅
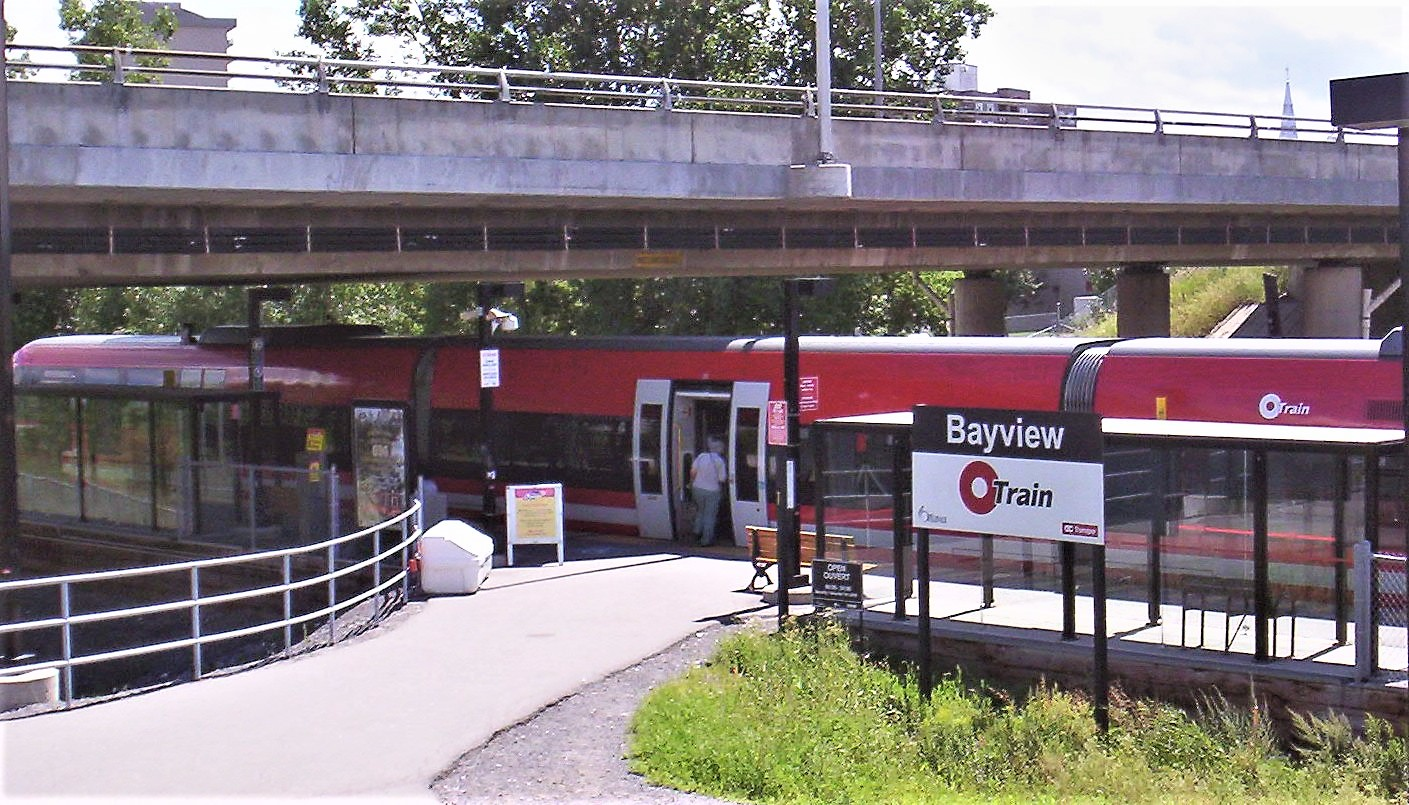
ベイビュー駅
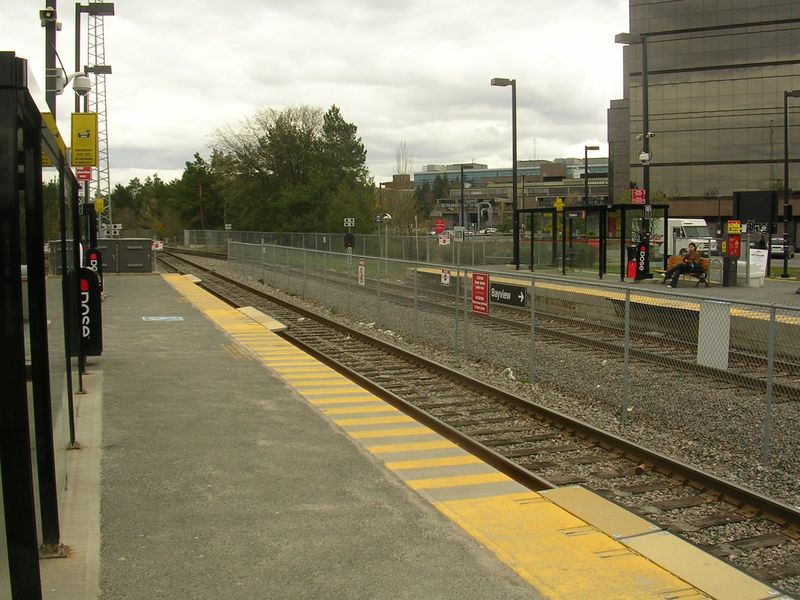
カールトン駅
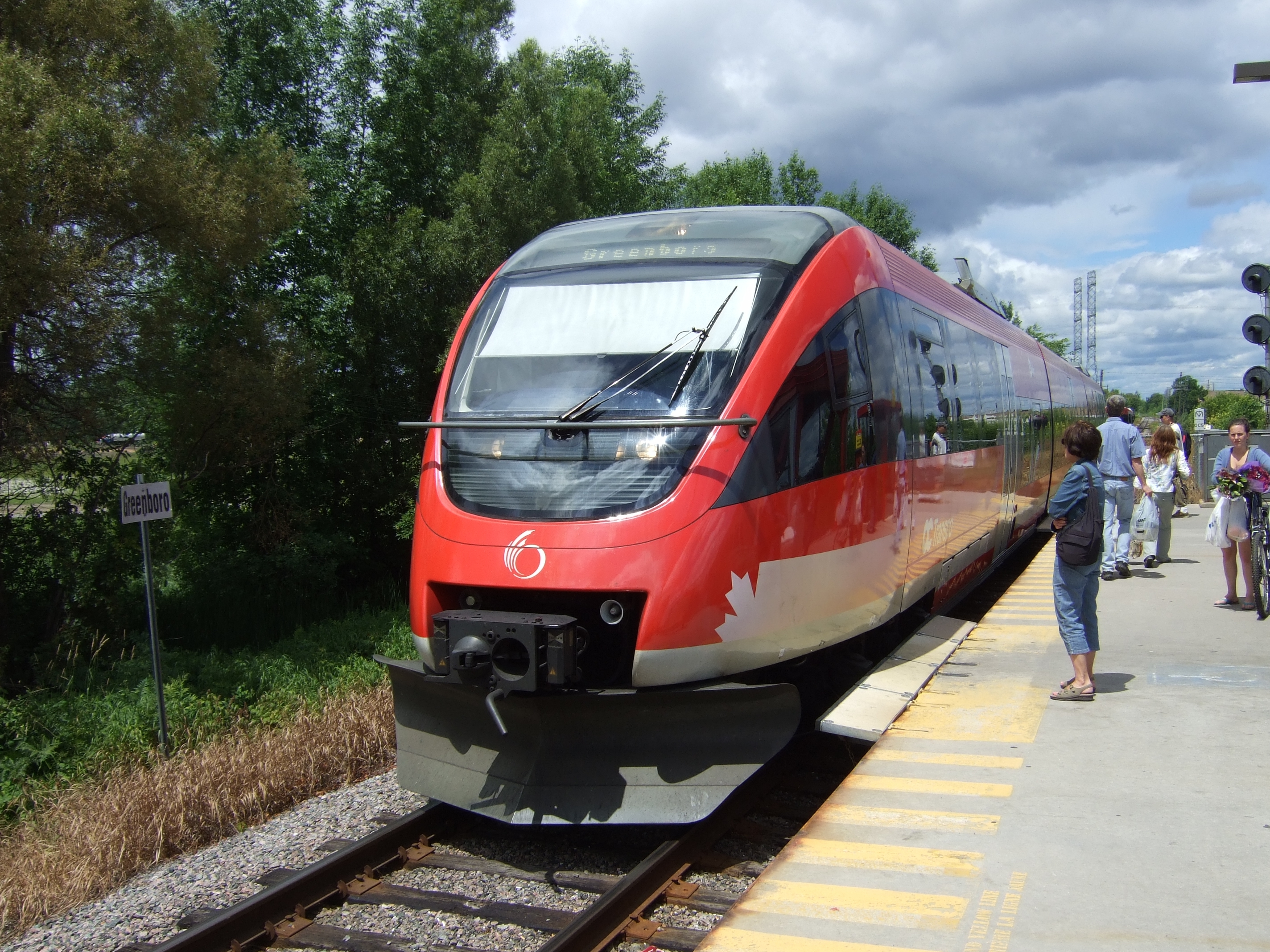
グリーンズボロ駅
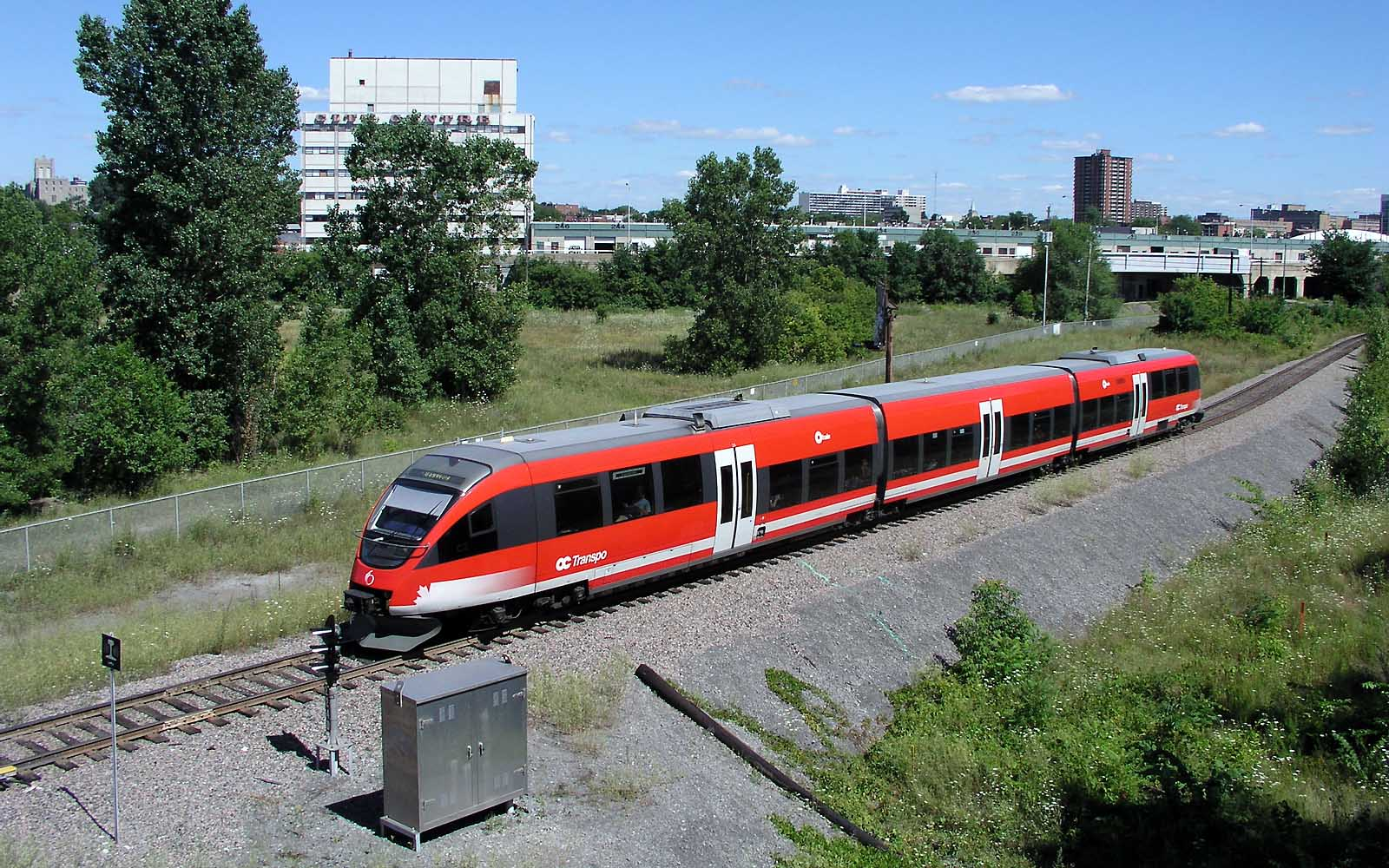
トリリウム線の車両
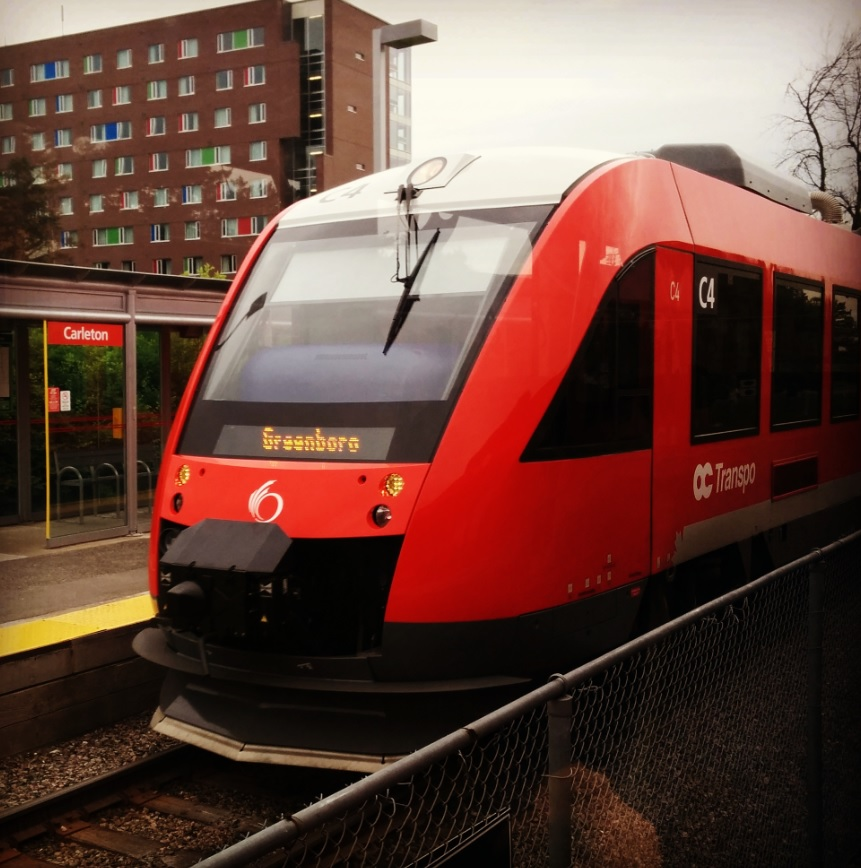
アルストム製の車両
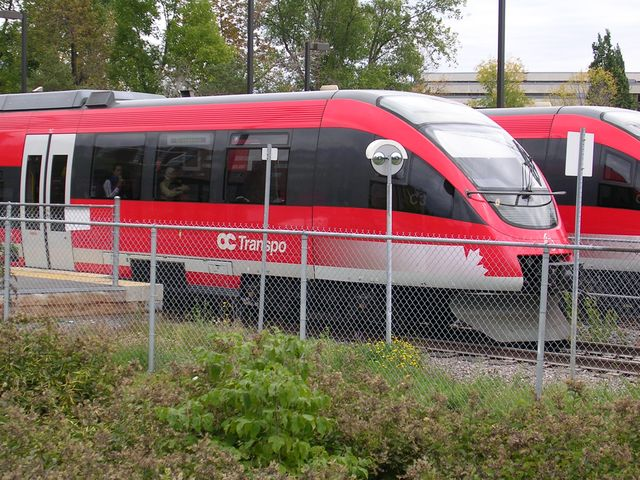
ボンバルディア製の車両
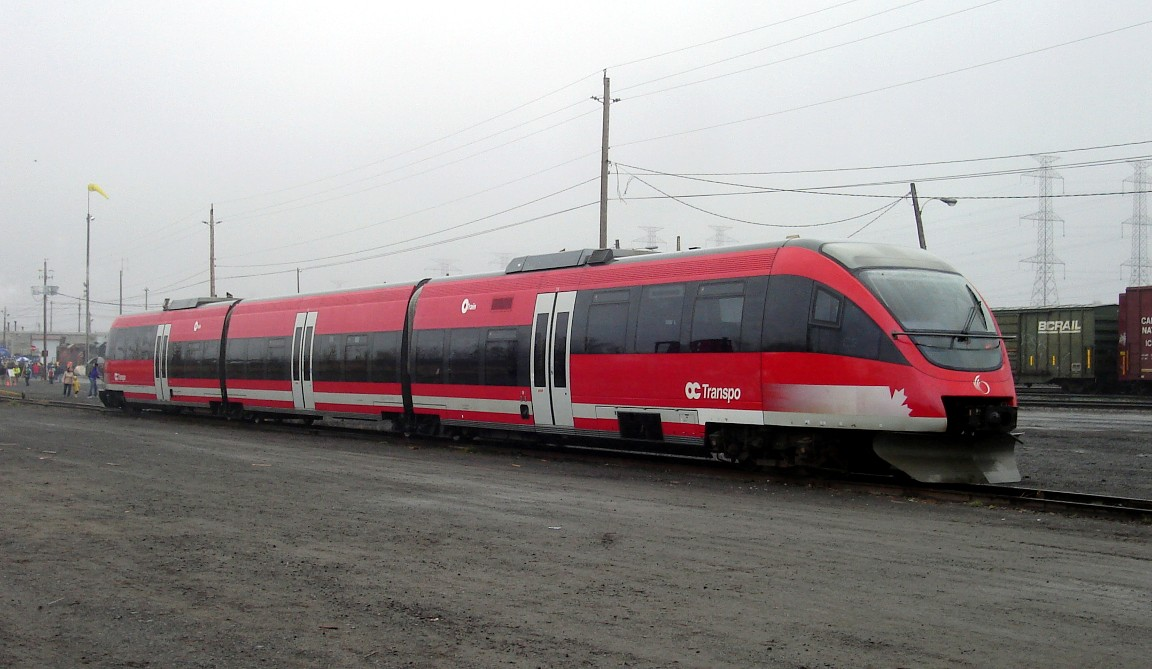
ボンバルディア製の車両
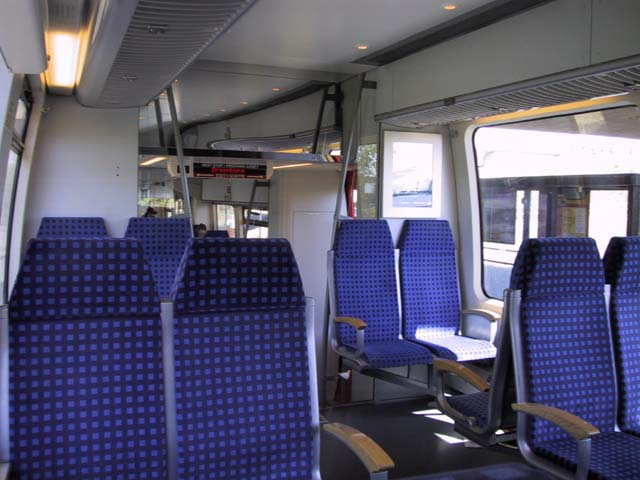
ボンバルディア製車両の車内
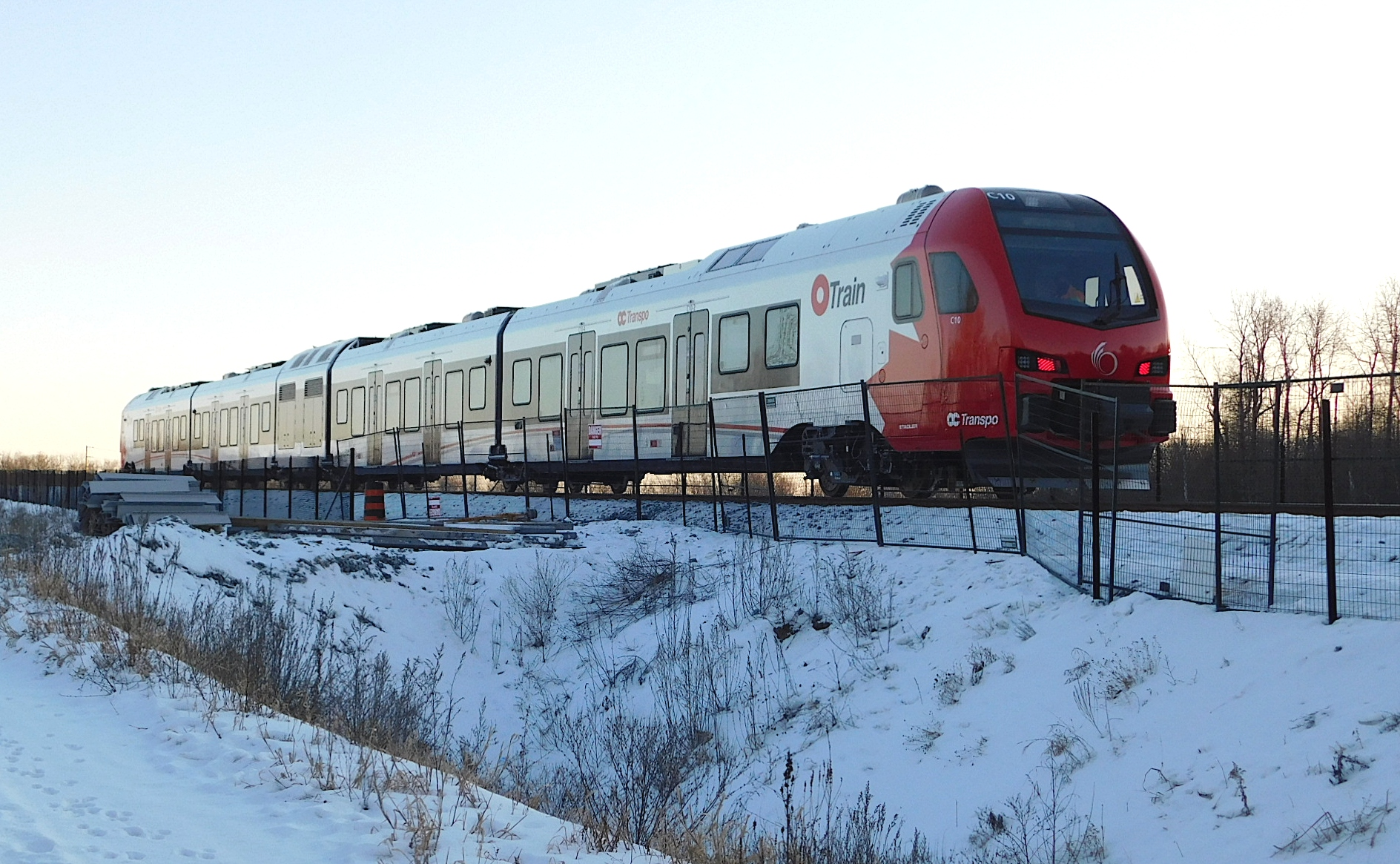
2025年より運行開始されたシュタッドラー・レール製FLIRT (鉄道車両)